# 乙姫石
乙姫石（おとひめいし）とは、阿蘇山系から採取される角閃石からなる石材のことをいう。

## 概要
石の色はやや青みのある灰色であり、孔は他の溶岩と比較してかなり少ない。岩盤浴（溶岩浴）の鉱石としての効果も認められているようであり、岩盤浴（溶岩浴）サロンや病院、整体、美容院及びエステ等へ導入されている。また他の石と比較してかなり耐熱性に優れているため、溶岩焼きのプレートとしても使われている。

## 効果
この石で体を温めると女性の体質改善に効果があり、安産や子宝に恵まれるという伝説が言い伝えられている。。

肩こり、腰痛、頭痛、肥満、冷え性などの緩和が期待でき、さらに乙姫石に含まれる鉱石ミネラルやラジウムは血糖値を下げ糖尿病の予防や症状を癒す効果が期待されている。

乙姫石は遠赤外線効果をもたらすシリカの含有率が約67%と非常に高く、発汗によるリフレッシュ効果が期待できる。